# Louis Van Cutsem

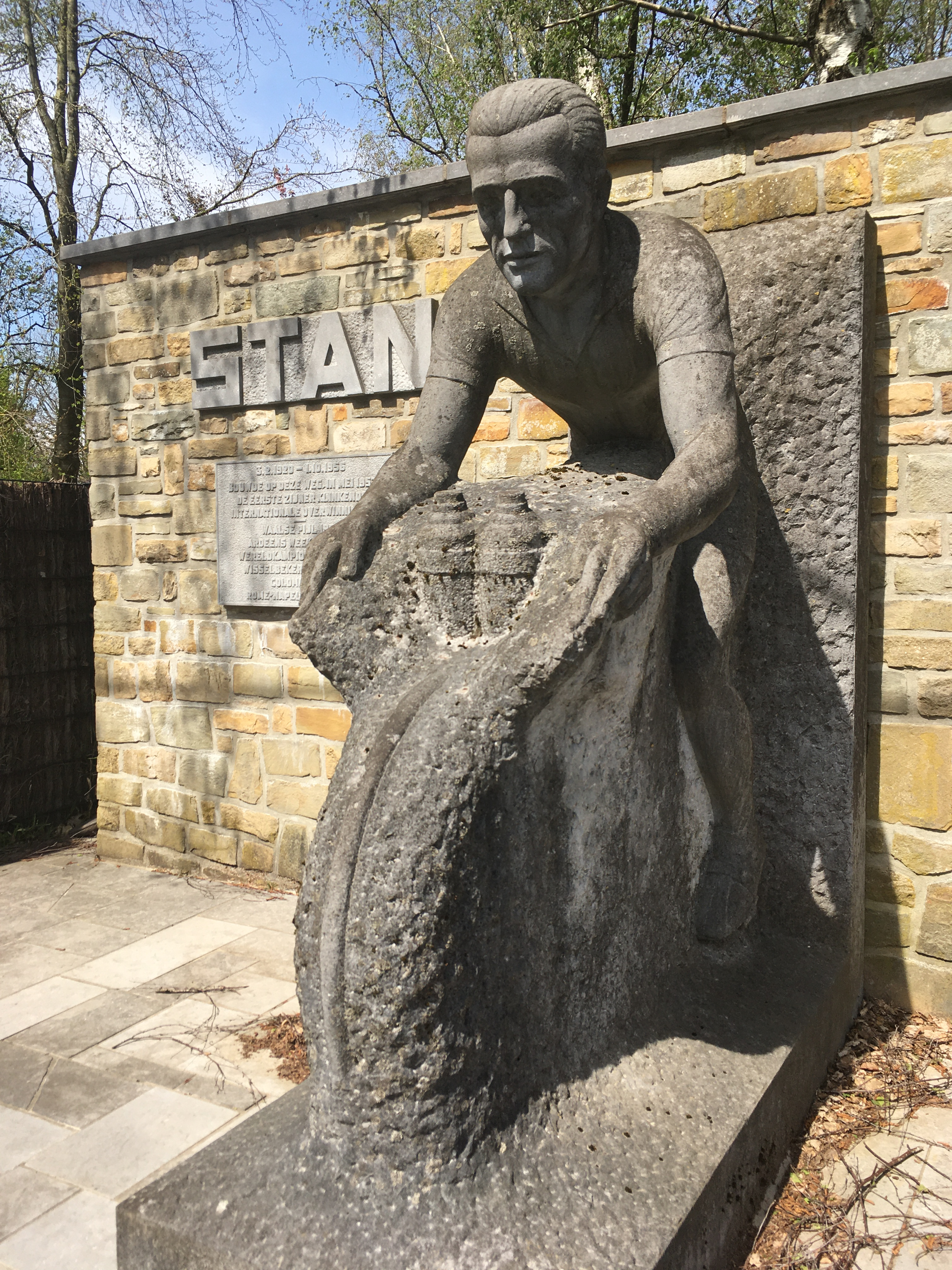
Detail monument voor Stan Ockers op de Côte des Forges

Lodewijk Juliaan Sabin Van Cutsem (Evere, 12 mei 1909 – Schaarbeek, 1992) was een Belgisch beeldhouwer en tekenaar. Hij noemde zich Louis Van Cutsem en signeerde zijn werk als Van Cutsem Louis, Van Cutsem L of L. Van Cutsem.

## Leven en werk
Louis Van Cutsem was een zoon van trambediende Juliaan Van Cutsem en Josephina Sterckmans. Hij werkte overdag op een steenhouwersatelier en studeerde in de avonduren aan de Academie voor Schone Kunsten in Sint-Joost-ten-Node, als leerling van Gustaaf Fontaine en Bernard Callie. Hij studeerde verder aan de Brusselse Academie. In zijn tijd aan de Brusselse Academie won hij de eerste prijs voor taille, in 1931 ontving hij de Eerste Prijs van de provincie Brabant. Hij trouwde met Jeanne Volkaerts.
Van Cutsem maakte figuren, medailles, plaquettes, sporttrofeeën, portretten, grafmonumenten en driedimensionale karikaturen van figuren uit de Brusselse politieke en artistieke wereld. In zijn werk speelde sport de hoofdrol, hij legde meerdere atleten, boksers en wielrenners in brons of steen vast. Van Cutsem exposeerde meerdere malen, onder andere in 1936 bij de beeldhouwkunstwedstrijden op de Olympische Zomerspelen in Berlijn. De andere Belgen die deelnamen waren Jules Bernaerts, Jan Boedts, Jean Collard, Alphonse De Cuyper, Godefroid Devreese, Léandre Grandmoulin, Jules Heyndrickx, Fons Huylebroeck, Maurice Jansegers, Willy Kreitz, Frans Lamberechts, Charles Samuel, Marcel Van de Perre, Georges Vandevoorde en Paul Wissaert. 
Tijdens de Tweede Wereldoorlog waren Van Cutsem en zijn vrouw Jeanne actief lid van het Onafhankelijkheidsfront. Ze boden onderdak aan een aantal onderduikers, waaronder een Joodse familie. In 1952 ontving Van Cutsem de médaille du résistant civil (burgerlijke Weerstandsmedaille). In 1973 ontvingen hij en zijn vrouw de eretitel 'Rechtvaardige onder de Volkeren', de Yad Vashem-onderscheiding voor hulp aan Joden.
Louis Van Cutsem had vanaf 1936 een atelier aan de Gallaitstraat in Schaarbeek. Na zijn overlijden in 1994 hield zijn weduwe het atelier in stand, tot haar eigen overlijden in 2004. In 2012 was het voor het laatst geopend. Een deel van zijn achtergelaten werk werd opgenomen in de collectie van het Sportimonium.

## Enkele werken
- 1929 vrouwenfiguur op het graf van de familie Luppens-Moeckx, op de begraafplaats van Brussel.
- 1946 Madonna met Kind, 3 meter hoog nisbeeld voor de voorgevel van de Sint-Jozefkerk in Brussel.
- 1957 monument voor Stan Ockers, winnaar van de wielerklassieker Luik-Bastenaken-Luik (1955), op de Côte des Forges in de Ardennen.
- 1957 plaquette met portret van Émile Xhignesse, wethouder van openbare werken en handel.
- Monument de la Résistance in Court-Saint-Étienne.
- Verzetsmonument voor Ohain.
- monument voor Oscar Bossaert
- monument voor Marthe Somers

bustes
- 1932 Pierre Charles, bokser
- 1933 Jef Scherens, wielrenner
- 1935 Louis Gérardin, wielrenner
- 1934 Gustave Roth, bokser
- 1950 Marcel Cerdan, bokser
- 1950 Rik Van Steenbergen, wielrenner
- 1955 Cyriel Delannoit, bokser
- 1956 Fred Galiana, bokser
- 1969 Eddy Merckx, wielrenner
- Emile Delmine, bokser
- Kid Dussart, bokser
- Stan Ockers, wielrenner
- Briek Schotte, wielrenner
- Lucien Bianchi, autocoureur
- Fernand Demany, secretaris-generaal van het onafhankelijkheidsfront.
- Michel Simon, filmacteur
- Léon Wuestenraed, schepen van openbare werken.

## Fotogalerij

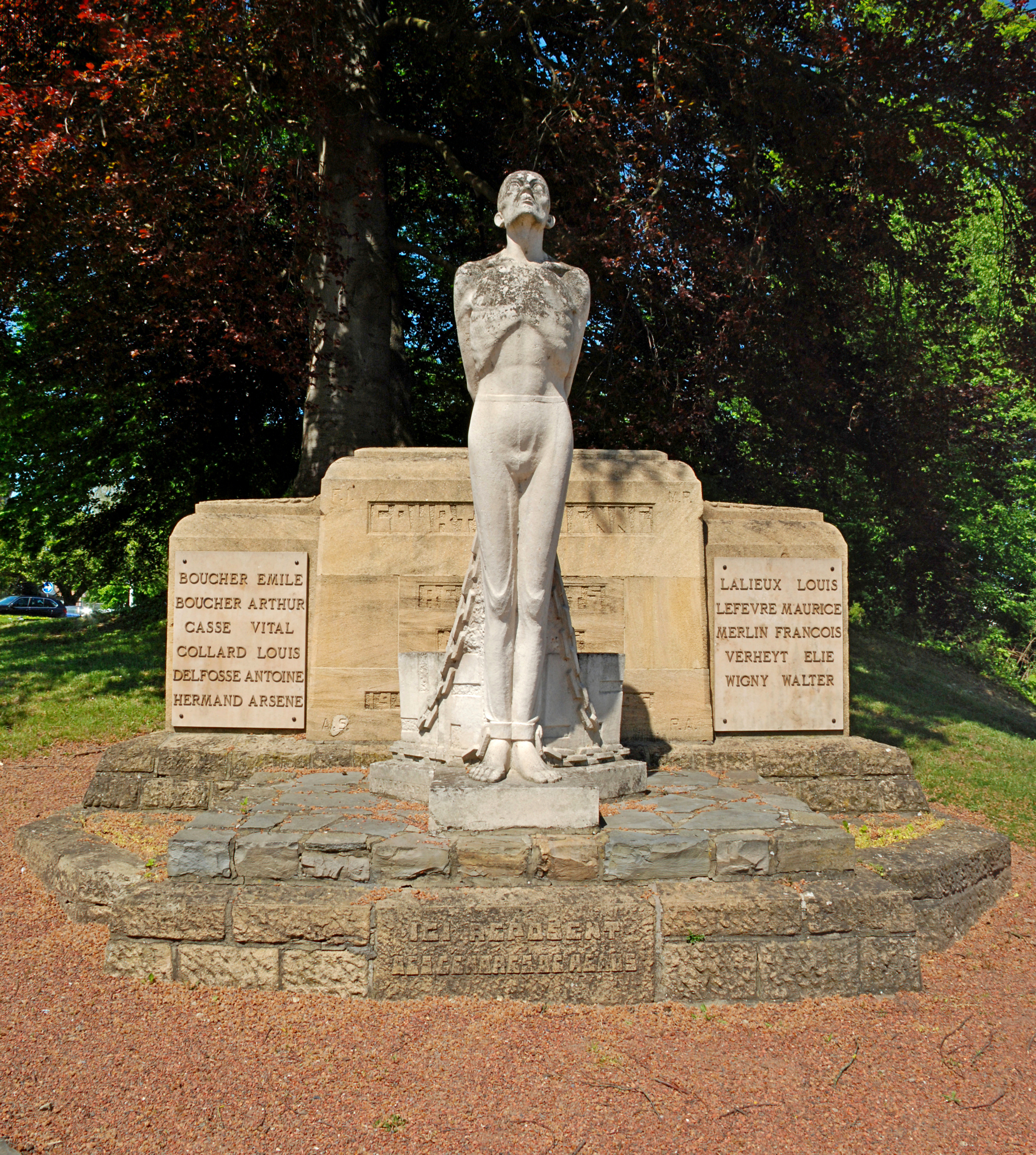
Monument de la Résistance, Court-Saint-Étienne.
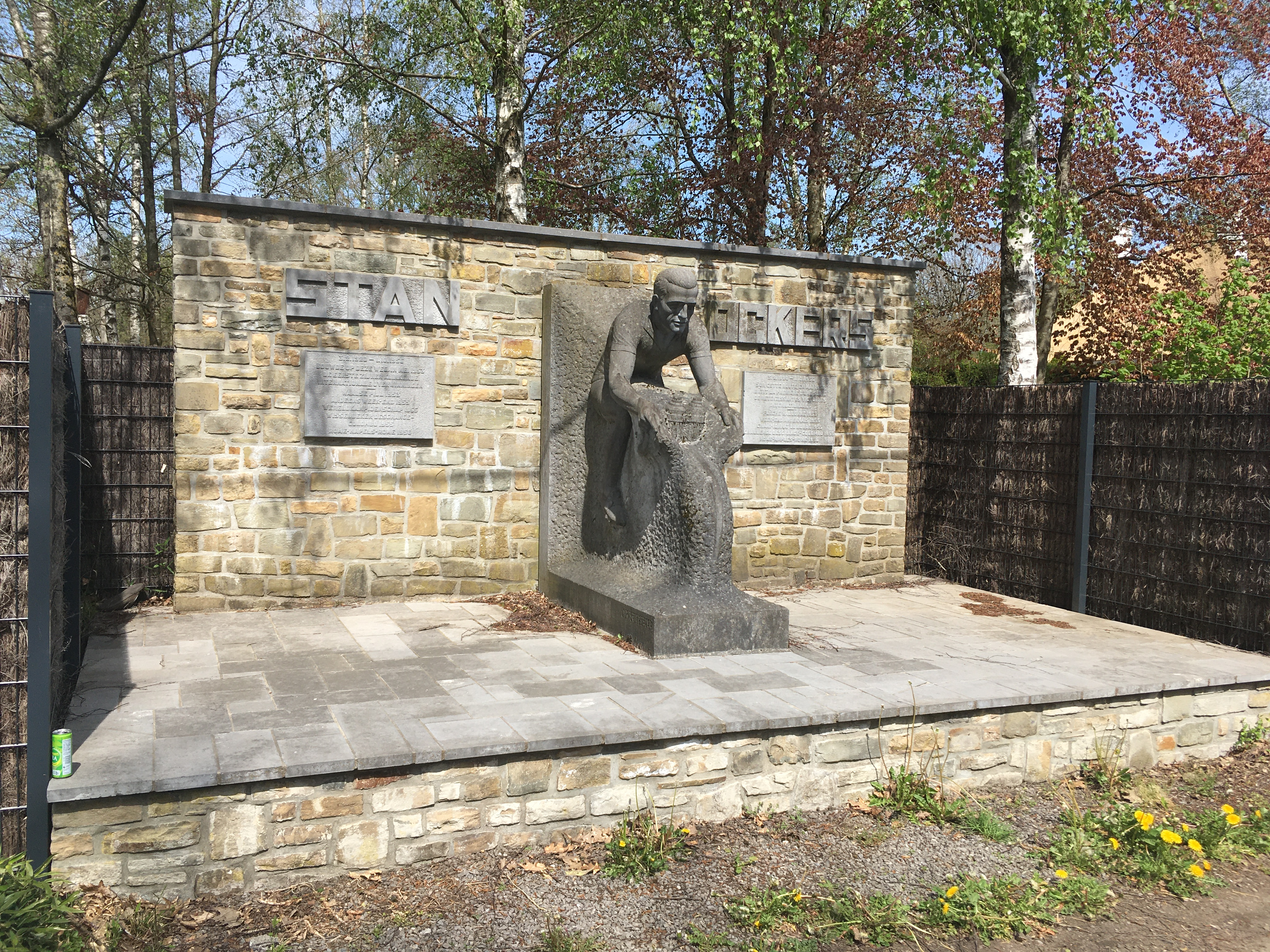
Stan Ockers, Côte des Forges